# Pirimidindion
Pirimidindioni su klasa hemijskih jedinjenja karakterisanih pirimidinskim prstenom sa dve karbonilne grupe.

## Primeri
Primeri pirimidindionskih jedinjenja su prirodni metaboliti:
| Trivijalno ime | IUPAC ime                            | Struktura | Put                    |
| -------------- | ------------------------------------ | --------- | ---------------------- |
| Uracil         | Pirimidin-2,4(1H,3H)-dion            |           | Biosinteza pirimidina  |
| Timin          | 5-Metilpirimidin-2,4(1H,3H)-dion     |           | Biosinteza pirimidina  |
|                | 5,6-Diaminoiyrimidin-2,4(1H,3H)-dion |           | Biosinteza riboflavina |

### Lekovi
- Fluorouracil
- Idoksuridin
- Primidon
- Trifluridin

## Literatura
1. ↑  „www.biam2.org”. Архивирано из оригинала 17. 07. 2012. г.